# Trichobathra
Trichobathra là một chi bướm đêm thuộc họ Erebidae.